# Núria Boltà Vilaró
Núria Boltà Vilaró (Mataró, 1950) és una escriptora, mestra i il·lustradora catalana establerta a Puigcerdà, néta del músic i compositor Felip Vilaró Carbonell.
Llicenciada en humanitats, va continuar els seus estudis fent un postgrau en turisme cultural. Ha publicat una vintena de llibres, tant com a escriptora com a il·lustradora. Destaquen la novel·la Regina Angelorum o Retrat de mare i un llibre sobre el camí de Sant Jaume a la Cerdanya. També ha publicat llibres sobre patrimoni cultural, amb temàtica d'arquitectura religiosa a les Franqueses del Vallès i sobre Masies de la Garriga. Col·labora com articulista amb diverses publicacions sobre patrimoni i sobre els Pirineus.
És membre de l'Associació d’Escriptors en Llengua Catalana (AELC), de l’Associació del Llibre del Pirineu i del Grup de Recerca de Cerdanya.
Ha fet diverses exposicions de dibuix i pintura al Vallès Oriental i a la Cerdanya.

## Obres destacades
- Regina Angelorum. Solsona Comunicacions, 2001
- Arquitectura religiosa a les Franqueses del Vallès Ajuntament de les Franqueses del Vallès, 2004
- Masies de la Garriga, Ajuntament de la Garriga ,1a edició 2004, 2na edició 2006
- El camí de Sant Jaume a Cerdanya. Farell Editors, 2012
- Retrat de mare. Pagès Editors, 2017[4]
- El que fèvom a Canillo. Comú de Canillo, 2021[5]
- La vall del riu Duran. Quaderns de la Revista de Girona, nº 215. Diputació de Girona, 2021
- La muntanya escrita (diversos autors), Associació del llibre del Pirineu. Editorials Salòria i Garsineu, 2015 També és coautora de més d’un dotzena de llibres de relats premiats en certàmens literaris de Puigcerdà, Martinet, Olot, L’Escala i Balaguer.

Com a il·lustradora:
- Sólo sombras (poesia). Aurelio Rodríguez Puerta. Valladolid, 2005
- La Garriga submergida, diversos autors. Edicions del Garbell, la Garriga, 2007
- Censo de invierno. Comarca de Riaño. Aurelio Rodríguez Puerta. León, 2013